# Hội Khoa học Đất Việt Nam
Hội Khoa học Đất Việt Nam là tổ chức xã hội - nghề nghiệp của những người hoạt động nghiên cứu giảng dạy trong lĩnh vực khoa học đất và vấn đề liên quan tại Việt Nam . Hội có tên giao dịch tiếng Anh là Vietnam Soil Science Association, viết tắt là VSSA.
Hội Khoa học Đất được thành lập ngày 30/8/1991. Văn phòng Hội đặt tại số 61 phố Hàng Chuối, phường Phạm Đình Hổ, quận Hai Bà Trưng, thành phố Hà Nội.